# Jill Tokuda
Pour les articles homonymes, voir Tokuda.
Jill Tokuda, née le 3 mars 1976 à Kaneohe, est une femme politique américaine, membre du Parti démocrate. Elle est membre de la Chambre des représentants des États-Unis depuis 2023.

## Biographie
Issue d'une famille d'origine japonaise, Jill Tokuda est diplômé de Bachelor of Arts en relations internationales de l'université George-Washington.
De 2006 à 2018, elle est membre du Sénat d'Hawaï. Le 8 novembre 2022, elle est élue représentante des États-Unis pour le 2e district d'Hawaï. Elle est réélue le 5 novembre 2024.